# Graycassis dorrigo
Graycassis dorrigo är en spindelart som beskrevs av Norman I. Platnick 2000. Graycassis dorrigo ingår i släktet Graycassis och familjen Lamponidae.
Artens utbredningsområde är New South Wales. Inga underarter finns listade i Catalogue of Life.